# 小島茂之 (陸上選手)
小島 茂之（こじま しげゆき、1979年9月25日 - ）は、日本の元陸上競技選手。専門は短距離走。2000年シドニーオリンピック男子400mリレーのファイナリスト。

## 人物
- 1979年9月25日、千葉県佐倉市出身。
- 佐倉市立臼井西中学校、市立船橋高校を経て早稲田大学を卒業後、富士通、アシックス入社。
- 市立船橋高校3年生の時に日本選手権の100mに出場し、7位入賞を果たす。
- 1998年の世界ジュニア選手権に出場。100mで1992年大会の荒川岳士以来、日本人2人目のファイナリストになった。結果は8位に終わり、荒川が記録した日本人最高成績の7位を上回ることはできなかった。
- 2000年シドニーオリンピックに100m、400mリレー代表選手として出場。400メートルリレー決勝では伊東浩司、朝原宣治、末續慎吾と組み、38秒66（6位）であった。
- 2006年カタール・ドーハアジア大会では塚原直貴と共に100m決勝へ進み、6位となった。
- 2009年10月18日の所沢選手権内で引退記念レースが行われ、塚原直貴、江里口匡史に次ぐ3位で現役生活を終えた[1]。
- 妻は元陸上競技選手で、200m元日本記録保持者の小島初佳（旧姓：新井）である。2009年6月の日本選手権100m予選で江里口匡史が10秒14をマークするまで、100mの早稲田大学記録保持者だった。

## 主要大会成績
大会欄の日本国旗は日本代表として出場した大会・レースを意味する。
- 1997年
  - 日本選手権　100m　7位　10秒66（-0.8）
  - 国民体育大会　少年A100m　3位　10秒67
- 1998年
  - 日本選手権　100m　予選敗退
  -  世界ジュニア選手権　100m　8位　10秒76（+1.6） / 400mR　予選途中棄権　DNF（4走）
  - 国民体育大会　成年100m　4位　10秒51
- 1999年
  - 日本選手権　100m　2位
  - 国民体育大会　成年100m　優勝　10秒49 / 共通400mR　優勝　39秒93（4走）
- 2000年
  - 国際グランプリ大阪　100m　7位　10秒38（-0.4）
  - 日本選手権　100m　決勝欠場　DNS
  -  オリンピック　100m　1次予選敗退　10秒59（-1.0） / 400mR　6位　38秒66（1走） *決勝のみ出場
  - 国民体育大会　共通400mR　優勝　40秒13（4走）
- 2001年
  - 日本選手権　100m　6位　10秒69（-2.0）
- 2002年
  - 日本選手権　100m　6位　10秒39（+1.4）
  - 国民体育大会　成年100m　5位　10秒57（-0.4）
- 2003年
  - 日本選手権　100m　予選敗退　10秒50（-1.3）
  - 国民体育大会　成年100m　3位　10秒43
- 2005年
  - 国際グランプリ大阪　100m　6位　10秒39（+1.0） /  400mR　3位　40秒24（日本Aチーム4走）
  - 日本選手権　100m　8位　10秒64（-0.8）
- 2006年
  - 日本選手権　100m　2位　10秒48（-0.3）
  - 全日本実業団対抗選手権　100m　優勝　10秒47（0.0）
  - ワールドカップ　400mR　3位　38秒51（アジアチーム4走） *メンバーは全員日本人
  -  アジア競技大会　100m　6位（+0.3）
- 2007年
  - 国際グランプリ大阪　100m　7位　10秒53（+0.4） /  400mR　4位　39秒55（日本Bチーム4走）
  - 日本選手権　100m　3位　10秒50（-0.3）　*同着
  -  世界選手権　400mR　-（補欠）
  - 国民体育大会　国体成年100m　3位　10秒42（+0.4）
- 2008年
  - 国民体育大会　共通400mR　優勝　40秒03（4走）
- 2009年
  - 全日本実業団対抗選手権　100m　3位　10秒51（0.0）
  - 所沢選手権/引退記念レース　100m　3位　10秒56（-0.5）

## 自己ベスト
| 種目 | 記録   | 風速    | 年月日       | 場所 | 備考 |
| ---- | ------ | ------- | ------------ | ---- | ---- |
| 100m | 10秒20 | +1.5m/s | 2000年7月2日 | 神戸 |      |